# Leptoscapha crassilabrum
Leptoscapha crassilabrum is een slakkensoort uit de familie van de Volutidae. De wetenschappelijke naam van de soort is voor het eerst geldig gepubliceerd in 1889 door Tate.